# H. Pokorney & Richards Automobile & Gas Engine Company
H. Pokorney & Richards Automobile & Gas Engine Company war ein US-amerikanischer Hersteller von Motoren und Automobilen. Eine andere Quelle verwendet die Firmierung Pokorney & Richards Automobile & Gas Engine Company.

## Unternehmensgeschichte
H. Pokorney stellte 1904 einige Ottomotoren sowie den Prototyp eines Automobils her. Daraufhin gründete er zusammen mit einem Herrn Richards das Unternehmen in Indianapolis in Indiana. Die Produktion von Motoren und Automobilen begann. Der Markenname lautete Tricolet. 1906 endete die Fahrzeugproduktion. Danach wurden noch Motoren hergestellt.

## Fahrzeuge
Die Fahrzeuge hatten einen Zweizylindermotor mit Luftkühlung und 6 PS Leistung. Er war im Heck montiert und trieb über ein Zweigang-Planetengetriebe die Hinterachse an. Ein Rückwärtsgang war nur gegen Sonderwunsch lieferbar. Gewöhnlich hatte das Fahrzeug drei Räder mit einem einzelnen Vorderrad. Gegen Aufpreis waren vierrädrige Fahrzeuge erhältlich. Gelenkt wurde das Dreirad mit einem Lenkhebel. Das Fahrgestell hatte 168 cm Radstand. Der Neupreis betrug 425 US-Dollar für das Dreirad und 450 Dollar für das Vierrad.